# Зиммитюд
Зиммитюд (англ. Dhimmitude) — полемический неологизм, характеризующий положение немусульманского населения под исламским правлением, популяризованный писательницей Бат Йеор. Образован слиянием арабского термина «зимми», обозначающего немусульманское население, и французского (serv)itude, «подчинение».
Бат Йеор описывает подчиненное положение, в котором постоянно находились иудеи и христиане в регионах, управляемых мусульманами, начиная с VIII века, что вынуждало их принимать дискриминацию как должное либо «подвергаться насильному обращению в ислам, обращению в рабство или смертной казни». Термин стал популярен среди сербских националистов в период вооружённых конфликтов на Балканах в 1990-е, а также у ряда самопровозглашённых борцов с исламской угрозой. Ряд авторов отвергает его как манипулятивный.

## Происхождение
Впервые был использован в 1982 году президентом Ливана, Баширом Жмайелем, в отношении политики, предпринимавшейся в отношении христианского меньшинства в стране.
В западный дискурс концепт зиммитюда (англ. - dhimmitude) был привнесён британской писательницей Бат Йеор в 1983 году журнале "La Rassegna mensile di Israel. В её понимании он означает дискриминацию немусульман в регионах с мусульманским большинством. В дальнейшем термин встречается в таких книгах писательницы, как «Упадок восточного христианства» (англ. The Decline of Eastern Christianity) и «Ислам и зиммитюд: где сталкиваются цивилизации» (англ. Islam and Dhimmitude: Where Civilizations Collide). В интервью 2011 года Бат Йеор заявила, что Жмайель косвенно вдохновил ее.